# 19 квітня
19 квітня — 109-й день року (110-й у високосні роки) в григоріанському календарі. До кінця року залишається 256 днів.

## Свята і пам'ятні дні

### Міжнародні
- День велосипеда.
- День власників домашніх тварин.
- День поезії і творчого мислення.
- День сушки білизни на мотузці. (з 1995 р.)
- День часнику.

### Національні
- Бразилія: Індіанський день. День армії.
- Велика Британія: День примули.
- Польща: День пам'яті жертв Голокосту.
- США: День рисових кульок.
- Сьєрра-Леоне: День Республіки (1971)

### Релігійні

#### Християнство
Католицька церква: День Святого Лева ІХ, Папи Римського.

 Православна церква:
- Преподобного Іоана Ветхопечерника.
- Мучеників Феони, Христофора й Антоніна.
- Священномученика Пафнутія, єпископа Єрусалимського.
- Святителя Георгія, сповідника, єпископа Антіохії Пісідійської.
- Святителя Трифона, патріарха Константинопольського.
- Преподобного Никифора, ігумена.

### Іменини
✙ Православні: Іван, Христофор, Антонін, Георгій
✝  Католицькі:

## Події
- 1506 — відбувся Лісабонський погром.
- 1713 — імператор Священної Римської Імперії Карл VI Габсбург встановлює своєю т. зв. «Прагматичною санкцією» неподільність володінь Габсбургів та запроваджує право на спадковість по жіночій лінії для дому Габсбургів.
- 1775 — битви при Лексингтоні і Конкорді, початок війни за незалежність США
- 1783 — указом Катерини II Крим приєднаний до Росії. Указ став підсумком тривалого суперництва Російської та Османської імперій за володіння і контроль над стратегічним плацдармом на півночі Чорного моря. Заручившись у 1782 році підтримкою Австрії, наступного року Росія окупувала Крим і маніфест Катерини II лише закріпив фактичний перехід півострова під владу російської корони.
- 1839 — західноєвропейські держави гарантують у «Лондонському протоколі» незалежність та нейтралітет Бельгії від Нідерландів, до якої також додається валонська частина Люксембургу. Велике герцогство Люксембург номінально залишається частиною німецької федерації держав.
- 1850 — Велика Британія і США підписали договір про спільне будівництво Панамського каналу (пізніше США вирішили будувати канал самотужки).
- 1898 — Конгрес США визнав незалежність Куби і поставив вимогу Іспанії залишити острів.
- 1917 — Всеукраїнський національний конгрес визнав Центральну Раду найвищим органом влади в Україні[2].
- 1920 — вітання "Слава Україні!" було офіційно запроваджене в українській армії.
- 1937 — в Іспанії створений блок правих сил на чолі з генералом Франко.
- 1941 — Сенат США прийняв резолюцію про підтримку ідеї державотворення в Ізраїлю.
- 1943 — початок повстання у Варшавському гетто
- 1943 — Указом Президії Верховної Ради СРСР уведені каторжні роботи для т. зв."помічників окупантів".
- 1947 — партія «Індійський національний конгрес» погодилася розділити країну на Індію і Пакистан.
- 1967 — члени групи «Бітлз» підписали контракт, яким вони зобов'язувалися не залишати групу протягом десяти років.
- 1971 — СРСР запустив першу у світі космічну станцію «Салют-1».
- 1992 — Верховною Радою Вірменії прийнятий Герб Вірменії.
- 1995 — Теракт в Оклахома-Сіті
- 1999 — у Берліні відбулось офіційне відкриття Рейхстагу як нового місця засідань парламенту Німеччини.
- 2000 — в Румунії поблизу села Рошія-Монтане відкрите найбільше в Європі родовище золота (до 300 т золота і 1600 т срібла), розробки заблоковано парламентом після масових протестів з екологічних, історико-культурних і туристичних міркувань.
- 2005 — Бенедикт XVI став 265-м Папою Римським.

## Народились
Дивись також Категорія:Народились 19 квітня
- 1801 — Густав Фехнер, німецький фізик, філософ, засновник психофізики.
- 1832 — Хосе Ечегарай-і-Ейсагірре, іспанський письменник, нобелівський лауреат.
- 1834 — Григорій Мясоєдов, український і російський живописець.
- 1834 — Оле Евінруде, норвезький винахідник першого у світі морського двигуна внутрішнього згоряння.
- 1850 — Руфін Судковський, український маляр-мариніст.
- 1900 — Олександр Птушко, український кінорежисер, сценарист, художник. Один із засновників радянського об'ємного мультфільму, пізніше перейшов до постановки комбінованих ігрових фільмів.
- 1903 — Еліот Несс, американський юрист, який зумів посадити у в'язницю Аль Капоне.
- 1912 — Сіборґ Ґленн, американський хімік-ядерник, який відкрив плутоній, нобелівський лауреат.
- 1919 — Олександр Сегаль, український балетмейстер, з 1980 г. — головний балетмейстер Київського театру оперети.
- 1922 — Еріх Альфред Гартманн, німецький військовий льотчик, найкращий винищувач Люфтваффе.
- 1972 — Рівалдо, бразильський футболіст, напівзахисник «Барселони», власник «Золотого м'яча» 1999 року.
- 1990 — Михайло Чупрін, офіцер полку «Азов» Національної гвардії України, учасник російсько-української війни. Герой України.

## Померли

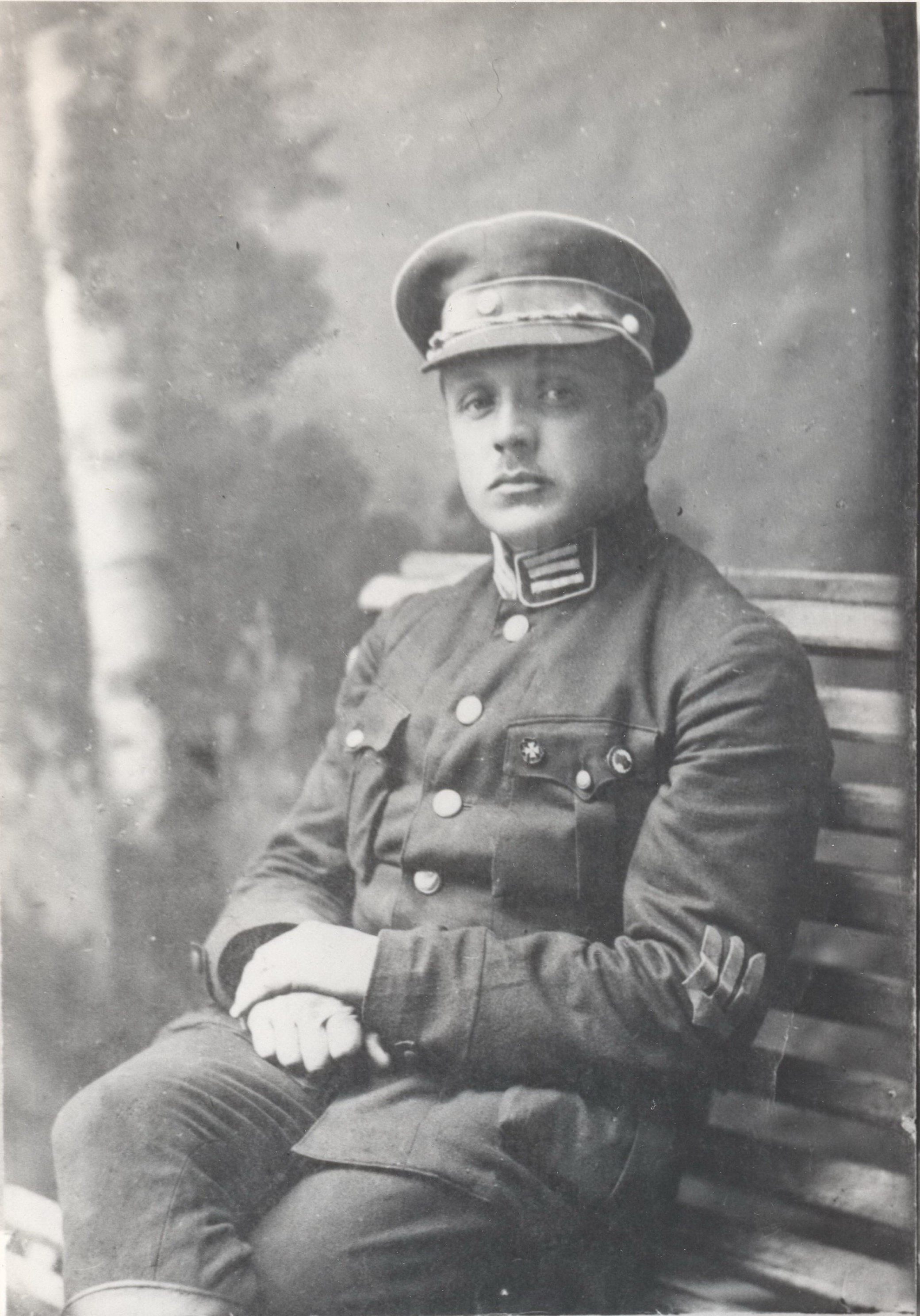
Олександр Удовиченко

Дивись також Категорія:Померли 19 квітня
- 65 — Луцій Анней Сенека, римський філософ, політик, драматург (нар. 4 до н. е.)
- 1578 — Уесуґі Кеншін, японський самурайський полководець періоду Сенґоку.
- 1588 — Паоло Веронезе, італійський художник епохи пізнього Ренесансу, представник Венеційської школи.
- 1824 — Джордж Гордон Байрон, англійський поет-романтик («Паломництво Чайльд Гарольда», «Каїн», «Дон Жуан», «Пророцтво Данте», «Мазепа»), учасник грецького визвольного руху. В цей день у Греції святкується Міжнародний день солідарності філеллінів.
- 1882 — Чарлз Дарвін, британський природодослідник і натураліст, один із основоположників теорії природного добору, автор книги «Про походження видів шляхом природного добору».
- 1885 — Микола Костомаров, український історик, етнограф, письменник (історична драма «Сава Чалий», трагедія «Переяславська ніч», монографії «Богдан Хмельницький», «Руїна», «Мазепа», «Останні роки Речі Посполитої»).
- 1906 — П'єр Кюрі, першовідкривач радіоактивності. Загинув у вуличній катастрофі в Парижі.
- 1914 — Чарлз Сандерс Пірс, американський філософ, логік, математик та природознавець, засновник прагматизму.
- 1936 — Вадим Богомолець, генерал-хорунжий Української Держави, військово-морський юрист, військовий аташе УНР в Румунії. Автор першого українського закону про флот.
- 1939 — Микола Синельников, український актор, педагог, режисер.
- 1973 — Микола Горбань, український історик доби Розстріляного відродження, архівіст, письменник; батько відомого вченого Олександра Горбаня, професора Університету Лестера (Велика Британія), директора Центру Математичного Моделювання і кафедри прикладної математики; дід художниці Анни Горбань.
- 1975 — Олександр Удовиченко, український військовий і громадський діяч, генерал Армії УНР, віце-президент УНР в екзилі (1954—1961).
- 1989 — Дафна дю Мор'є, англійська письменниця, біограф.
- 1992 — Бенні Гілл, англійський актор, комік і співак.
- 2005 — Джордж Пан Косматос, італійський кінорежисер.
- 2009 — Джеймс Грем Баллард, англійський письменник.
- 2018 — Володимир Ляхов, радянський, український космонавт. Здійснив три польоти в космос.